# Belatu-Cadros
Na mitologia celta, Belatu-Cadros, também representado como Belatucadros ou Belatucadrus, foi uma deidade cultuada na Britânia do norte, particularmente em Cumberland e Westmorland. Pode ser relacionado à Belenos e Cernuno e foi igualado no período britânico à Marte.
Ele parece ter sido cultuado por soldados romanos de baixa patente tão bem quanto por bretônicos.
Belatucadros também é conhecido por aproximadamente 28 inscrições na vizinhança da Muralha de Adriano, Inglaterra. A pronúncia do nome do deus variam muito e dedicatórias à Balatocadro, Balatucadro, Balaticauro, Balatucairo, Baliticauro, Belatucairo, Belatugago, Belleticauro, Blatucadrus e Blatucairus são geralmente aceitas como variantes de Belatu-Cadros. A mais comuns destas formas é Belatucadro, que como resultado, é o nome geralmente usado nas escritas modernas. Em cinco destas inscrições, Belatucadros é igualado ao deus romano Marte como Marte Belatucadro.
Os altares dedicados à Belatu-Cadros eram usualmente pequenos, simples e planos, levando à sugestão de que este deus era principalmente cultuado por pessoas de baixo status social.
O nome é frequentemente comentado como ‘um justo brilhando’ ou ‘matador de justo’ presumivelmente porque a primeira sílaba do nome é análoga ao elemento reconstrutível proto-celta *belo-  ‘brilhante.’ Este elemento é reconstruído como *belo- para o proto-celta no léxico proto-celta . O elemento é ligado à raiz indo-européia *bhel- ‘brilho’ . Entretanto, uma rápida olhada no léxico proto-celta  revela que *belatu- é reconstrutível para o proto-celta com o significado de ‘morteh’ e que  *kadro- é um elemento
reconstrutível significando ‘decorado.’ Então o nome Belatucadro pode ser interpretado como um componente de duas palavras gálicas que descenderam de dois elementos proto-celtas *belatu- e *kadro- que juntos como uma palavra composta de adjetivo literalmente significariam ‘[um] ornamentado-de morte.’ Certamente, dificilmente esta é uma proposta original para o significado do nome deste deus associado com o deus Marte: MacCulloch logo em 1911 (p135) comentou o nome do deus como ‘tão gracioso quanto uma matança’ . Desta forma ‘um justo brilhando’ ou ‘matador de justo’ não são os únicos comentários aceitáveis para este teônimo.